# Comes litoris Saxonici

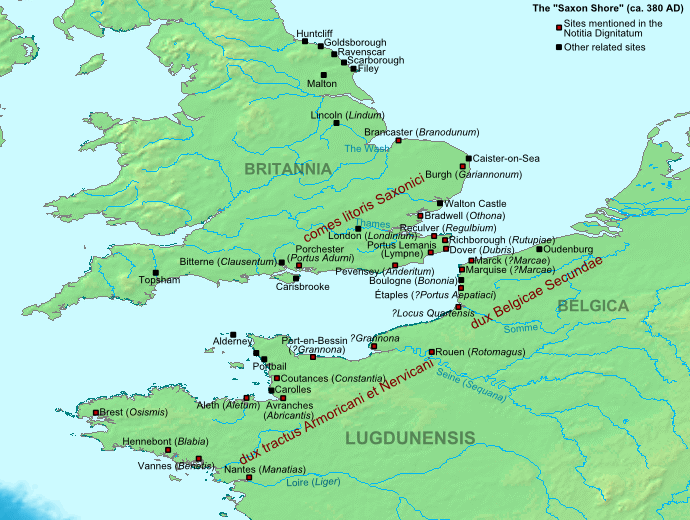
Fortificaciones y mandos militares del sistema de la costa sajona que se extendía a ambos lados del Canal de la Mancha.

El conde de la costa sajona de Britania (en latín: comes litoris Saxonici per Britanniam) era el jefe del mando militar de la costa sajona del Imperio romano de Occidente.

## Descripción y funciones
El puesto fue creado posiblemente durante el reinado de Constantino I, y fue probablemente inexistente por el año 367 d. C., cuando Nectarido se refirió elípticamente a un líder como tal por Amiano Marcelino. El mandato del conde cubrió las costas sur y este de la diócesis de Britania durante un período de crecientes incursiones marítimas de tribus bárbaras fuera del imperio. El conde era uno de los tres comandos que cubrían Britania en ese momento, junto con el de dux Britanniarum en el norte y en el centro el de comes Britanniarum.
Originalmente, el comando pudo haber cubierto ambos lados del canal de la Mancha, así como la costa occidental de Britania, como lo había hecho la posición de Carausio, pero a finales del siglo IV el papel había disminuido y la Galia tenía su propio dux tractus Armoricani y dux Belgicae secundae.
En 367, una serie de invasiones de pictos, francos, sajones, escotos y attacotti parecen haber derrotado al ejército de Britania y resultó en la muerte de Nectarido. Bajo las reformas del conde Teodosio, el mando se reorganizó ligeramente.
La Notitia Dignitatum del siglo V enumera los nombres de los fuertes de la costa sajona desde Norfolk hasta Hampshire que estaban bajo el mando del conde. Probablemente, también fuera responsabilidad suya otras estaciones en la costa del Mar del Norte. Las fuerzas que controlaba se clasificaban como limitanei o tropas fronterizas. En 401, muchos de sus soldados parecen haber sido retirados para defender Italia, lo que hace que Britania sea mucho más vulnerable a los ataques.